# Gerben van Manen (schip, 1915)
Het skûtsje van Heerenveen Gerben van Manen is genoemd naar de eerste voorzitter van de Sintrale Kommisje Skûtsjesilen. Dit skûtsje is een van de snelste schepen van de vloot en heeft de meeste kampioenstitels behaald. 

## Geschiedenis
Het eerste skûtsje van Heerenveen (1957-1960) kwam niet verder dan de achterhoede. Daarom werd dit skûtsje al na een paar jaar vervangen door een sneller schip dat in 1915 gebouwd was op de Scheepswerf De Pijp in Drachten. Dat tweede schip deed het aanmerkelijk beter dan het eerste en wist binnen een paar jaar een vaste positie in de voorhoede te bereiken. Het werd door deskundigen beschouwd als "de Ferrari onder de skûtsjes". 
De Gerben van Manen behaalde met verschillende schippers tot nu toe zeventien kampioenschappen en is daarmee het meest succesvolle schip van de vloot. Schipper Tjitte Lammertsz Brouwer is tot nu toe de enige skûtsjeschipper binnen de SKS, die meteen in zijn eerste jaar 1968 al kampioen werd. Hij behaalde zes kampioenstitels. Zijn opvolger en "oomzegger" Tjitte Sietsesz Brouwer haalde vijf titels. 
Door een nieuwe zeilformule (waarmee de maximale toegestane zeiloppervlakte per skûtsje wordt berekend) moest Heerenveen in 2012 zeil inleveren, wat leidde tot tegenvallende resultaten. 
Pas in 2017 hadden ze de wind weer in de zeilen. Door alweer een nieuwe formule mochten ze meer zeil gebruiken. 
De nieuwe schipper Sytze Brouwer (een zoon van de eerdere schipper Pieter Brouwer) zeilde voor het eerst mee in 2017. Hij wist in zijn eerste drie jaren 2017, 2018 en 2019 steeds een tweede plaats te behalen en moest alleen het skûtsje van Grou voor zich dulden. Op 8 augustus 2025 werd Sytze Brouwer voor het eerst kampioen in de SKS met Heerenveen. 

## Schippers
- Marten Engelsma	        1957-1959
- Jan van Terwisga	        1960-1961
- Siep van Terwisga	        1962-1967
- Tjitte Lammertsz Brouwer 1968-1984
- Tjitte Sietsesz Brouwer      1985-1998; 2003
- Henk Taekema	        1999
- Allard Syperda	        2000-2002
- Pieter Sietsesz Brouwer     2004-2013
- Alco Reijenga	                      2014-2016
- Sytze Pietersz Brouwer     2017-heden

## Skûtsjes
- Gerben van Manen (1)		1957-1960
- Gerben van Manen (2)		1961 - heden